# 김사이
김사이(1971년~)는 대한민국의 시인이다. 여성노동자 출신의 그녀는 노동자들의 삶에 대한 주제의 시를 주제로 다룬다.